# Luther (1964)
Luther (seltener wohl auch: Martin Luther) ist ein australischer Fernsehfilm aus dem Jahr 1964, der von Christopher Muir nach einem dramatischen Theaterstück von John Osborne inszeniert wurde.

## Handlung
Der Augustinermönch Martin Luther geht einem äußerst strengen Klosterleben nach und übertrifft in seiner Askese seine Mitbrüder. Jahre später ist er zur Ruhe gekommen. Als er eines Tages erfährt, dass der Dominikaner Tetzel im nahegelegenen Jüterbog kirchlichen Ablass verkauft, veröffentlicht er 95 Thesen gegen diese Praxis. Doch die Amtskirche zeigt sich mit seinen Äußerungen nicht einverstanden und Luther muss sich schließlich auf dem Reichstag zu Worms verantworten. Doch Luther bleibt hartnäckig und steht zu seinen Thesen. Bald darauf kommt es zu Bauernaufständen. Luther distanziert sich von den Bauern, die sich zum Teil auf ihn berufen. Nach dem gescheiterten Aufstand sind einige der Bauern von Luther enttäuscht und wenden sich von ihm ab.

## Hintergrund
Der australische Schwarzweißfilm wurde von der Australian Broadcasting Corporation (ABC) produziert. Er wurde erstmals 1964 in Australien auf dem Sender ABC TV gezeigt und wurde danach nicht exportiert. Die Verfilmung ist die älteste bekannte Aufzeichnung des Theaterstücks Luther von John Osborne.